# أركسان
أركسان (بالصينية: 阿尔山市 )‏ هي مدينة على مستوى مقاطعة، في جمهورية الصين الشعبية، تتبع Hinggan League ‏، تبلغ مساحتها 7,409 كيلومتر مربع، رمزها البريدي هو 137800.

## المناخ
يظهر الجدول التالي التغييرات المناخية على مدار السنة لأركسان:
| البيانات المناخية لـأركسان                  | البيانات المناخية لـأركسان | البيانات المناخية لـأركسان | البيانات المناخية لـأركسان | البيانات المناخية لـأركسان | البيانات المناخية لـأركسان | البيانات المناخية لـأركسان | البيانات المناخية لـأركسان | البيانات المناخية لـأركسان | البيانات المناخية لـأركسان | البيانات المناخية لـأركسان | البيانات المناخية لـأركسان | البيانات المناخية لـأركسان | البيانات المناخية لـأركسان |
| الشهر                                       | يناير                      | فبراير                     | مارس                       | أبريل                      | مايو                       | يونيو                      | يوليو                      | أغسطس                      | سبتمبر                     | أكتوبر                     | نوفمبر                     | ديسمبر                     | المعدل السنوي              |
| ------------------------------------------- | -------------------------- | -------------------------- | -------------------------- | -------------------------- | -------------------------- | -------------------------- | -------------------------- | -------------------------- | -------------------------- | -------------------------- | -------------------------- | -------------------------- | -------------------------- |
| متوسط درجة الحرارة الكبرى °م (°ف)           | −17.8 (0.0)                | −13.2 (8.2)                | −4.8 (23.4)                | 7.0 (44.6)                 | 16.0 (60.8)                | 20.9 (69.6)                | 23.1 (73.6)                | 21.3 (70.3)                | 15.6 (60.1)                | 6.5 (43.7)                 | −5.3 (22.5)                | −14.4 (6.1)                | 4.6 (40.2)                 |
| متوسط درجة الحرارة الصغرى °م (°ف)           | −31.2 (−24.2)              | −28.3 (−18.9)              | −19.8 (−3.6)               | −7.0 (19.4)                | −0.4 (31.3)                | 5.9 (42.6)                 | 10.5 (50.9)                | 8.2 (46.8)                 | 1.0 (33.8)                 | −7.8 (18.0)                | −18.6 (−1.5)               | −27.2 (−17.0)              | −9.6 (14.8)                |
| الهطول مم (إنش)                             | 5.9 (0.23)                 | 5.1 (0.20)                 | 9.3 (0.37)                 | 19.9 (0.78)                | 35.3 (1.39)                | 81.1 (3.19)                | 121.3 (4.78)               | 82.3 (3.24)                | 50.4 (1.98)                | 24.1 (0.95)                | 9.3 (0.37)                 | 8.8 (0.35)                 | 452.8 (17.83)              |
| متوسط أيام هطول الأمطار (≥ 0.1 mm)          | 16.0                       | 12.0                       | 11.2                       | 9.4                        | 9.6                        | 15.5                       | 17.9                       | 14.9                       | 11.7                       | 9.6                        | 13.6                       | 17.7                       | 159.1                      |
| متوسط الرطوبة النسبية (%)                   | 77                         | 75                         | 69                         | 55                         | 51                         | 68                         | 78                         | 79                         | 71                         | 65                         | 72                         | 77                         | 70                         |
| ساعات سطوع الشمس الشهرية                    | 172.8                      | 199.4                      | 249.2                      | 236.5                      | 261.9                      | 230.5                      | 216.9                      | 222.9                      | 202.4                      | 198.8                      | 160.9                      | 145.3                      | 2٬497٫5                    |
| نسبة وصول أشعة الشمس                        | 63                         | 69                         | 68                         | 59                         | 57                         | 49                         | 45                         | 51                         | 54                         | 59                         | 57                         | 55                         | 56                         |
| المصدر: China Meteorological Administration |                            |                            |                            |                            |                            |                            |                            |                            |                            |                            |                            |                            |                            |

## التقسيمات الإدارية
- Linhai Subdistrict  [لغات أخرى]‏
- Xincheng Subdistrict  [لغات أخرى]‏
- Wenquan Subdistrict  [لغات أخرى]‏
- Tianchi  [لغات أخرى]‏
- Bailang Town  [لغات أخرى]‏
- Wuchagou Town  [لغات أخرى]‏
- Mingshuihe Town  [لغات أخرى]‏
- Irbes Subdistrict  [لغات أخرى]‏.